# Jason W. Moore
Jason W. Moore (30 de enero de 1971) es un historiador, geógrafo y profesor de sociología estadounidense. 
Moore se licenció en ciencias políticas por la Universidad de Oregón en 1994. Posteriormente estudió historia en la Universidad de California, Santa Cruz, completando su maestría en 1997. En 2007 se doctoró en geografía por la Universidad de California, Berkeley, trabajando a continuación de profesor en varias universidades, tanto dentro como fuera de los Estados Unidos.
Moore investiga y escribe sobre la relación entre capitalismo y medio ambiente, centrado especialmente en su desarrollo histórico y crisis contemporánea. Desde 2013 imparte clases de Historia Mundial y Ecología Mundial en la Universidad de Binghamton en el Departamento de Sociología. Coordina la Red de Investigación de Ecología Mundial. Una de sus principales aportaciones es la descripción conceptual de lo que llama Capitaloceno.
En 2004 recibió el Premio Alice Hamilton de la Sociedad Estadounidense de Historia Ambiental. Está casado y es padre de un hijo.

## Conceptos

### El Capitaloceno
Moore cuestiona la denominación de nuestra época como Antropoceno, proponiendo en su lugar el neologismo Capitaloceno. Para él no es la humanidad la responsable de los cambios que la asimilan a una fuerza geológica capaz de modificar nuestro planeta (de ahí el Antropoceno), sino que, en su lugar, debe colocarse al capitalismo. Moore sitúa el origen del Capitaloceno en el siglo XVI (momento en el que aparece "un capitalismo vasto pero débil"), señalando con ello la nueva era de relaciones humanas con el resto de la naturaleza. 
Dos son los elementos que están en el origen del Capitaloceno:
- Por un lado la revolución en la productividad del trabajo dentro de la producción e intercambio de mercancías asociada a la Edad Moderna, de manera que las formas iniciales de naturaleza externa, espacio abstracto y tiempo abstracto permitieron a los capitalistas y a los imperios construir redes globales de explotación y apropiación, cálculo y crédito, propiedad y ganancia a una escala sin precedentes.
- Por otro, las tres revoluciones asociadas a la Edad Moderna -la transformación del paisaje, la productividad del trabajo y las técnicas de apropiación global- dieron lugar a una revisión de la ley del valor, que pasó de ser un fenómeno económico a un proceso sistémico, de manera que la acumulación de valor permitió no solo el crecimiento de la producción de mercancías sino también la apropiación cada vez más expansiva de Naturalezas Baratas.

El término Capitaloceno recoge la idea de que el capitalismo, más allá de una forma de organización económica o un modo de relación social, es una manera de organizar la naturaleza.

### El Oikeios
Oikeios es la manera de denominar la relación creativa, histórica y dialéctica que existe entre las naturalezas humanas y extrahumanas. Es una forma simplificada de oikieos topos, "lugar propicio", el término acuñado por el filósofo y botánico griego Teofrasto. Para Teofrasto, el oikeios topos indicaba "la relación entre una especie de planta y el medio ambiente". Dice el propio Moore al respecto: "en sentido estricto, oikeios es un adjetivo; pero en el largo camino a un vocabulario que trascienda las Dos Culturas (las ciencias físicas y las humanas), espero que quien lea estas páginas me perdone algunas libertades con el lenguaje". El oikeios da nombre a la relación mediante la cual los seres humanos y otras especies crean las condiciones de vida. Es una dialéctica multidimensional que comprende la flora y la fauna, así como las numerosas configuraciones, ciclos y movimientos geológicos y biosféricos del planeta. De esta forma, la naturaleza como oikeios no es simplemente un factor más que añadir a la cultura, la sociedad o la economía, sino la matriz en la que se desenvuelve la actividad humana y el campo sobre el que opera la agencia histórica. Bajo esta conceptualización, las problemáticas de los recursos naturales se convierten en problemas relacionales y en problemas objetos. A través de las relaciones de civilizaciones concretas, los recursos naturales se convierten en agentes históricos.

## Publicaciones

### En inglés
- Capitalism in the Web of Life. Ecology and the Accumulation of Capital, Verso Books, Londres 2015, ISBN 978-1-7816-8902-8.
- Anthropocene or Capitalocene? Nature, History, and the Crisis of Capitalism, PM Press, Oakland 2016, ISBN 978-1-62963-148-6.
- A History of the World in Seven Cheap Things. A Guide to Capitalism, Nature, and the Future of the Planet, University of California Press, Berkeley 2017, ISBN 978-0-5202-9313-7.

### Traducido al castellano
- El capitalismo en la trama de la vida. Ecología y acumulación de capital, Ed. Traficante de Sueños, 2020, ISBN 9788412125979[6]
- La trama de la vida en los umbrales del Capitaloceno. El pensamiento de Jason W. Moore, Ed. Bajo Tierra, 2020, ISBN 9786079890131